# Canales a Martín García

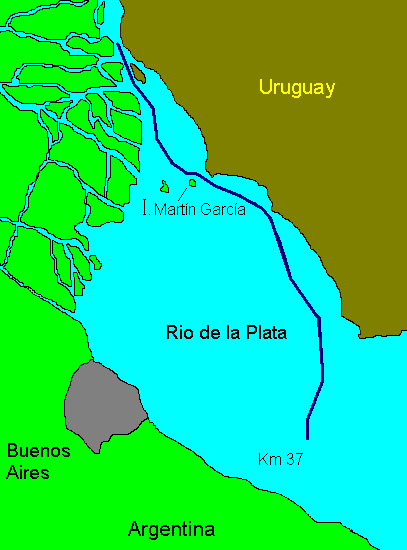
Traza de los canales a Martín García.

Los Canales a Martín García son una serie de canales dragados en el lecho del Río de la Plata, que nacen en proximidades del km 37 del Canal de Acceso al puerto de Buenos Aires y que dirigiéndose al norte hacia la costa de la República Oriental del Uruguay conectan con la desembocadura de los ríos Uruguay, Paraná Guazú y Paraná Bravo; aproximándose a la Isla Martín García, que se halla en el km 111 de dichos canales.
Las distancia en kilómetros están referidas al "km cero" que se encuentra en la baliza roja del extremo sur de la escollera norte del puerto de Buenos Aires.
Estos canales reciben distintas denominaciones a lo largo de su derrotero, estas son:
- Barra del Farallón. (del km 37 al km 54,8)
- Paso del Farallón. (del km 54,8 al km 67,3)
- Barra de San Pedro. (del km 67,3 al km 76,4)
- Paso de San Juan. (del km 76,4 al km 82)
- Pozos de San Juan. (del km 82 al km 92,9)
- Canal Nuevo. (del km 92,9 al km 103,4)
- Canal del Infierno. (del km 103,4 al km 110,5 )
- Canal del Este. (del km 110,5 al km 120,5)
- Canal Principal. (del km 120,5 a km 138)

La boca de entrada al Río Paraná Guazú se encuentra en el "km 122,5" y la del río Paraná Bravo en el "km 138" de estos canales. 
La profundidad media es de 10,36 m (34 pies).
Está señalizado para ayuda a la navegación según la norma del sistema IALA.